# Antoni Hann

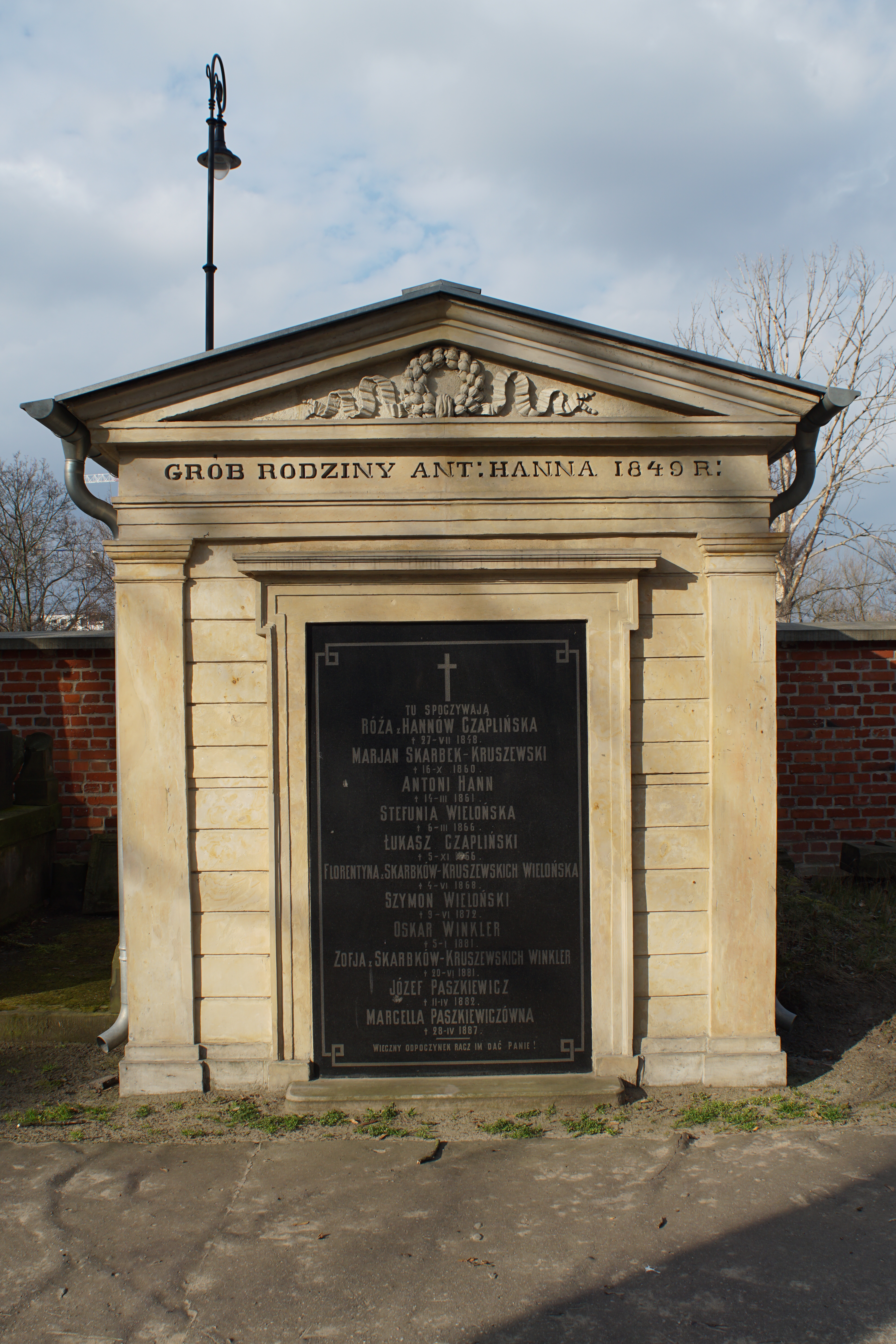
Grób Antoniego Hanna na cmentarzu Powązkowskim

Antoni Hann (ur. 1796 w Warszawie, zm. 14 marca 1861 tamże) – chemik, profesor, przedsiębiorca, grafik.

## Życiorys
Po nauce w prywatnej szkole Marchanda Hann wstąpił do Liceum Warszawskiego i po jego ukończeniu zapisał się w roku 1819 na Uniwersytet Warszawski, gdzie studiował chemię i inne nauki przyrodnicze. W roku 1822 otrzymał magisterium, wyróżniony złotym medalem, i objął posadę adiunkta przy katedrze chemii.
W latach 1825 – 1829 przebywał na stypendium rządowym za granicą, badając techniki garbarstwa i białoskórnictwa. Zjechał prawie wszystkie kraje Europy, przyjmując pracę jako robotnik fabryczny by zapoznać się z metodami fabrykacji. Po powrocie do kraju został profesorem chemii w Instytucie Politechnicznym w Warszawie. Wziął udział w powstaniu listopadowym, kierując fabryką saletry potasowej produkowanej z tynku na potrzeby wojska (do wyrobu prochu).  Po upadku powstania wyemigrował do Prus Wschodnich i osiedlił się w Elblągu, gdzie zamierzał otworzyć szkołę przemysłową, ale nie będąc poddanym pruskim nie otrzymał na to zezwolenia. Do Polski powrócił ok. r. 1835, ale przez wiele lat musiał się utrzymywać  z prywatnych lekcji i z odczytów, nie mogąc otrzymać żadnej stałej pracy ze względu na swą powstańczą przeszłość. Ostatecznie dano mu w r. 1841, prawdopodobnie dzięki protekcji Leopolda Kronenberga, posadę intendenta w Mennicy Warszawskiej, parę lat później został jej dyrektorem i był nim do śmierci. W roku 1843 Bank Polski wysłał Hanna do Niemiec i Francji w celu poznania nowych metod warzenia soli – doświadczenia zebrane przez niego wykorzystano później w Ciechocinku.
Członek honorowy Towarzystwa Rolniczego w Królestwie Polskim w 1858 roku.
Hann był także zdolnym grafikiem. Tworzył litografie z podobiznami królów polskich, rysował również karykatury. Działał także społecznie i w dziedzinie kultury – w ostatnim roku życia był jednym z redaktorów Biblioteki Warszawskiej. Pochowany został na warszawskich Powązkach, w grobowcu rodzinnym Hannów (pod murem 1-1-80/81).